# Canariellanum
Canariellanum é um gênero de aranhas da família Linyphiidae descrito em 1987.